# Zatrephes rosacea
Zatrephes rosacea är en fjärilsart som beskrevs av Rothschild 1909. Zatrephes rosacea ingår i släktet Zatrephes och familjen björnspinnare. Inga underarter finns listade i Catalogue of Life.